# Juan Martín Díez

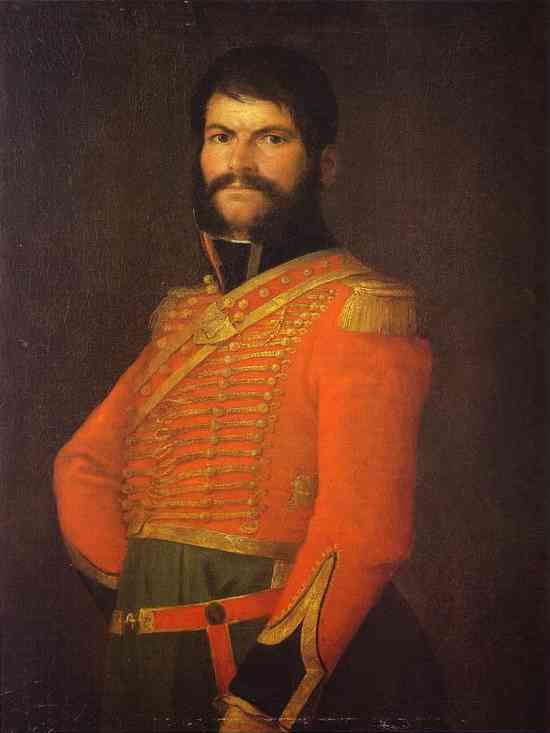
Juan Martín Díez el Empecinado, porträtterad av Francisco Goya.

Juan Martín Díez el Empecinado, född 5 september 1775 i Castrillo de Duero, död den 20 augusti 1823 i Roa, var en spansk general.
Díez var en av de mest betydande gerillacheferna i spanjorernas strid mot Napoleon (1808–1812) och utnämndes därför av kung Ferdinand VII till generalmajor. Kungen tillät honom även att till släktnamnet Díez lägga tillnamnet "el Empecinado". År 1815 blev han dock för sina konstitutionella tänkesätt häktad på samme kungs befallning och därefter förvisad till Valladolid. I 1820 års revolution spelade han en framstående roll såsom kommendant först i Valladolid, sedan i Zamora. Efter absolutismens seger över revolutionen blev Empecinado dömd till döden och stupade i ett handgemäng på avrättningsplatsen.